# Halowe Mistrzostwa Europy w Lekkoatletyce 1988 – chód na 3000 m kobiet
Chód na 3000 metrów kobiet – jedna z konkurencji rozgrywanych podczas halowych lekkoatletycznych mistrzostw Europy w  hali Sport Csárnok w Budapeszcie. Rozegrano od razu finał 6 marca 1988. Zwyciężyła reprezentantka Hiszpanii María Reyes Sobrino. Tytułu zdobytego na poprzednich mistrzostwach nie broniła Natalla Dmitraczenka ze Związku Radzieckiego.

## Rezultaty

### Finał
Opracowano na podstawie materiału źródłowego.
| Miejsce | Zawodniczka         | Czas     | Uwagi |
| ------- | ------------------- | -------- | ----- |
| 1       | María Reyes Sobrino | 12:48,99 | CR    |
| 2       | Dana Vavřačová      | 12:51,08 |       |
| 3       | Mari Cruz Díaz      | 12:55,03 |       |
| 4       | Ildikó Ilyés        | 12:56,55 |       |
| 5       | Mária Rosza         | 13:04,45 |       |
| 6       | Natalja Spiridonowa | 13:08,83 |       |
| 7       | Ann Jansson         | 13:09,04 |       |
| 8       | Atanaska Dżiwkowa   | 13:18,55 |       |
| 9       | Sari Essayah        | 13:19,02 |       |
| 10      | Anikó Szebenszky    | 13:24,68 |       |
| 11      | Victoria Oprea      | 13:28,05 |       |
| 12      | Lisa Langford       | 13:32,30 |       |
| 13      | Emilia Cano         | 13:37,03 |       |
| –       | Sada Eidikytė       | DSQ      |       |